# 淡尾髭喉蜂鸟
，是雨燕目蜂鸟科的一种鸟类。
淡尾髭喉蜂鸟体重约5.6克，翼长约57.5毫米，嘴峰长约35毫米，喙宽度约2.4毫米，喙厚度约2.6毫米，跗蹠长约4.7毫米，尾长约33.5毫米。淡尾髭喉蜂鸟在其分布区内为留鸟，其栖息在密集的高大树木组成的森林中，食性为草食性，主要食物来源是植物的花蜜。

## 亚种
- ：分布于委内瑞拉南部至苏里南、巴西亚马逊地区和玻利维亚北部。
- ：分布于哥伦比亚东部至厄瓜多尔东部，秘鲁东北部和邻近的巴西亚马逊州西部。
- ：分布于秘鲁中部至玻利维亚北部。
- ：分布于亚马逊以南的巴西东北部（帕拉州东部和马拉尼昂州北部）[4]。